# Emirat del Garigliano
Garigliano fou un emirat establert a la vall del riu Garigliano a partir del 883 i fins al 915. No apareix esmentat per cap historiador àrab. Els primers musulmans es van establir al castell de Paestum, a Agropoli, el 881, amb permís d'Atanasi de Nàpols, que els pensava utilitzar en la seva política anti-papal i anti-romana d'Orient. Mercès a una traïció dels servidors dels monjos, aquests sarraïns van saquejar el monestir de San Vincenzo al Volturno.
Més aventurers van arribar i foren contractats per Docibile I de Gaeta, que era atacat per Pandenolfo de Càpua que volia ocupar Traeto, que erra feu del Papa i aquest li havia confiscat a Gaeta i l'havia donat a Càpua. Fort d'aquestes milícies Docibili va atacar Fondi. Els musulmans es van poder establir prop d'Itri. Docibile va aconseguir la restitució de Traeto pel Papa a canvi d'abandonar l'establiment musulmà; això va provocar que els musulmans se li giressin en contra i ataquessin Gaeta i molts gaetans foren morts o fets esclaus; finalment es va acordar la pau per la qual els musulmans van poder construir un ribat o fortalesa a la vora del riu Garigliano a la vora de Traeto.
En endavant els musulmans es dedicaren als saquejos a les terres veïnes, especialment terres del Papa, Càpua i la mateixa Gaeta. Ja al començament les viles de Traeto, Eulogimenopoli i Montecassino foren destruïdes. L'abadia de Farfa fou assetjada per sis mesos el 890 i la van ocupar per establir-hi una nova base. Com que dominaven les vies d'accés a Roma controlaven als peregrins.
L'octubre del 902 l'emir aglàbida Abu Ishak Ibrahim II ben Ahmad (875-902), que havia abdicat i buscava el martiri, va desembarcar a Calàbria i va trobar la mort als murs de Cosenza el 23 d'octubre del 902; això va encoratjar l'activitats de les bandes musulmanes.
Així el 903 el papa Joan X va cridar als prínceps cristians a desallotjar als sarraïns; el primer intent d'aquest any va fallar i també el del 908 per la manca de suport d'estats com Gaeta o Nàpols. Hi ha alguns indicis que l'activitat militar dels musulmans va ser alta fins al 915.
El 915 es va formar una aliança entre el Papa, els prínceps llombards (Atenolfo II de Benevent i el seu fill Landolfo II, Guaimario II de Salern, Joan I de Gaeta i el seu fill Docibile II, Gregori IV de Nàpols i el seu fill Joan) i els romans d'Orient. Berenguer de Friül, rei d'Itàlia, va enviar també algunes forces des de Spoleto i la Marca, dirigides per Alberic I de Spoleto i Camerino; les forces romanes d'Orient enviades per Zoè venien de la Pulla i Calàbria i anaven manades per l'estrateg de Bari, Niccolò Picingli; les forces del Papa anaven dirigides pel Papa Joan X en persona, i venien del Laci i Toscana; una petita esquadra musulmana fou destruïda i bandes musulmanes derrotades a Campo Baccano, i prop de Tívoli i de Vicovaro. Els musulmans que ocupaven Narni i Ciculi es van retirar cap a la seva fortalesa principal al Garigliano que el juny del 915 va quedar assetjada. La batalla del Garigliano del 915 va posar fi a l'emirat. Els musulmans foren expulsats dels altres enclavaments del Laci i Campània i en endavant només es van poder produir atacs navals per sorpresa.